# Ivar Bjørnson
Ivar Bjørnson (27 novembre 1977) è un polistrumentista e compositore norvegese.
Fa parte come chitarrista e compositore del gruppo metal Enslaved dal 1991. Ha collaborato ai primi tre album dei Borknagar nel periodo 1995-1998 e a due dischi dei Gorgoroth (Incipit Satan e Destroyer) con lo pseudonimo Daimonion.